# Pio I Pio

Stemma dei Pio

Pio I Pio (... – XIII secolo) è stato un politico italiano, diede il cognome di Pio ai suoi discendenti.

## Biografia
Era figlio di Bernardo, vissuto nel XII secolo, a sua volta figlio di Manfredo da Limidi appartenente alla consorteria feudale dei Figli di Manfredo. Fu podestà di Modena nel 1177-1178 e uno dei rettori della Lega Lombarda, nella cui veste incontrò papa Alessandro III a Ferrara prima che firmasse la pace di Venezia con Federico Barbarossa. Nel 1212 operò la divisione dei beni derivati dall'avo Manfredi tra i numerosi componenti della famiglia.

## Discendenza
Ebbe numerosi figli:
- Manfredo (?-1255), vescovo di Vicenza
- Arriverio
- Roberto
- Bernardino, podestà di Firenze
- Guido (?-1243)
- Alberigo
- Lanfranco